# Karl August Jenč
Karl August Jenč, górnołuż. Korla Awgust Jenč, (ur. 1828, zm. 1895) – łużycki filolog, historyk i bibliograf. 
Po ukończeniu szkoły i studiów w Budziszynie (1841-1848) i Lipsku (1848-1852, podjął najpierw posadę prywatnego guwernera w LindchenL, a w końcu w 1855służbę parafialną w Pohli. W tym samym roku ożenił się z córką pastora Hedwig Friedericke Müller z Eutritzsch koło Lipska. Zmarł w Pohli jego nagrobek jest zachowany do dziś przed wejściem do kościoła Na nim znajdują się słowa "Dzięki łasce Bożej jestem tym, czym jestem" w języku serbołużyckim.

## Dzieła
- "Stawizny serbskeje rěče a narodnosće",
- "Krótki přehlad zhromadneho pismowstwa evangelskich Serbow",
- "Spisowarjo hornjołužiskich evangelskich wot 1597-1800",
- "Zemrěći spisowarjo hornjołuž. evang. Serbow wot 1800-1877",
- "Pismowstwo a spisowarjo delnjołužiskich Serbow wot (1548) 1574-1880".